# Треви нел Лацио
Трѐви нел Ла̀цио (на италиански: Trevi nel Lazio) е село и община в Централна Италия, провинция Фрозиноне, регион Лацио. Разположено е на 821 m надморска височина. Населението на общината е 1754 души (към 2010 г.).